# IC 383
IC 383 — галактика типу E (еліптична галактика) у сузір'ї Телець.
Цей об'єкт міститься в оригінальній редакції індексного каталогу.